# Dvarapala
Dvarapala ali Dvarapalaka (sanskrt, 'stražar vrat'; IAST: Dvārapāla, izgovorjava v sanskrtu: [dʋaːɽɐpaːlɐ]) je varuh vrat ali vhoda, ki je pogosto prikazan kot bojevnik ali strašni velikan, običajno oborožen z orožjem - najpogostejši je gada mace. Kip dvarapala je razširjen arhitekturni element v hindujski, budistični in džainski kulturi, pa tudi na območjih, na katera so vplivale, kot je Java.

## Imena
V večini jezikov jugovzhodne Azije (vključno s tajščino, burmanščino, vietnamščino, kmerščino in javansko) se te zaščitne figure imenujejo dvarapala. Sanskrtski dvāra pomeni 'vrata' ali 'vhod', pāla pa 'stražar' ali 'zaščitnik'.
Sorodno ime v indonezijščini in Maleziji je dwarapala. Enakovredni varuhi vrat v severnoazijskih jezikih so Kongōrikiši ali Niō v japonščini, Heng Ha Er Džiang v kitajščini in Narajeongeumgang v korejščini.

## Izvor in oblike
Dvarapale kot arhitekturna značilnost izvirajo iz skrbniških božanstev, kot je Jakša, in bojevnikov, kot je Acala, lokalne ljudske religije. Danes so nekatere dvarapale celo figure policistov ali vojakov na straži.
Ti kipi so bili tradicionalno postavljeni zunaj hindujskih ali budističnih templjev, pa tudi drugih struktur, kot so kraljeve palače, da bi zaščitili svete kraje v notranjosti. Dvarapala je običajno prikazana kot oborožen strašni varuh, ki je videti kot demon, vendar na vratih budističnih templjev na Šrilanki dvarapala pogosto prikazujejo povprečne človeške poteze. V drugih primerih lahko figura kače nāga, ki je videti divje, opravlja isto funkcijo. Dvarapale so zelo pomembne v vaišnavizmu in se imenujejo DŽaja-Vidžaja, ki so varuhi ali (vratarji) prebivališča Višnuja, znanega kot Vaikuntha (kar pomeni kraj večne blaženosti). Prisotni so v skoraj vseh vaišnavitskih templjih in omenjeni so v več hindujskih spisih, kot sta Brahmanda Purana in Srimad Bagavatham. Po Brahmanda Purani sta bila Džaja in Vidžaja sinova Kalija, Asura, Kali pa je bil eden od sinov Varune in njegove žene Stute (sanskrt (स्तुत, kar pomeni 'pohvala').
Skulpture na Javi in Baliju, običajno izklesane iz andezita, prikazujejo dvarapale kot strašne velikane s precej zajetno postavo v pol klečečem položaju in držijo palico. Največji kamniti kip dvarapala na Javi, je iz obdobja Singhasari in je visok 3,7 metra. Tradicionalne dvarapale v Kambodži in na Tajskem pa so vitkejše in prikazane v stoječem položaju, ki drži palico navzdol v sredini.
Starodavna skulptura dvarapala na Tajskem je narejena iz močno žgane lončene gline, prekrite s bledo, skoraj mlečno celadonovo glazuro. Keramične skulpture te vrste so bile proizvedene na Tajskem v obdobjih Sukhothai in Ajuthaja, med 14. in 16. stoletjem, v več kompleksih peči na severu Tajske.
Glede na velikost in bogastvo templja so lahko varuhi postavljeni posamično, v parih ali v večjih skupinah. Manjše zgradbe so morda imele samo eno dvarapalo. Pogosto je bil par postavljen na obeh straneh praga do svetišča. Nekatera večja mesta so lahko imela štiri (lokapālas, varuhi štirih kardinalnih smeri), osem ali 12. V nekaterih primerih je predstavljen le oster obraz ali glava varuha, ki je zelo pogosta v kratonih na Javi.
- Dvarapala v Elephanti v Indiji
- Dvarapala v templju Sri Kaljana Ramasvami, Tamil Nadu, IndijaDvarapala v templju Sri Kaljana Ramasvami, Tamil Nadu, Indija
- Največji kamniti kip dvarapala na Javi, obdobje Singhasari.
- Dve ogromni dvarapali v Preah Khanu iz 12. stoletja v Angkorju v Kambodži
- Dvarapala v Banteay Kdei v Angkorju v Kambodži
- Dvarapala Sukhothai in Ajuthaja, Tajska iz 14. in 16. stoletja
- Dvarapala iz poznega 9. ali zgodnjega 10. stoletja iz Indrapure (Dong Duong), Champa, Vietnam
- Par moških in ženskih dvarapal, ki stražita vrata hindujskega templja na Baliju v Indoneziji
- Dvarapala Jakša (tajsko: ยักษ์) Velike palače, Bangkok, Tajska
- Sodobni vojak je dvarapala kot vratar v Wat Ratchabophitu v Bangkoku
- Dvarapala na vhodu v Hatadage, Polonaruva, Šrilanka
- Dvarapala v Kratonu v Surakarti, Indonezija
- Dvarapalaka, 11. stoletje (dinastija Čola), Tamil Nadu, Indija
- Kip varuha v hindujskem templju na Šrilanki
- Par Dvarapala v Čaturmukha Basadi, Indija
- Dvarpale v džainističem templju
- Dvarpale v džainističem templju